# Jan Koziatek
Jan Piotr Koziatek (ur. 24 maja 1942 w Lipie, zm. 16 marca 2017 w Gdańsku) – polski działacz związkowy i inżynier, przewodniczący Komitetu Założycielskiego NSZZ „Solidarność” w Stoczni Gdańskiej.

## Życiorys
Urodził się w rodzinie rolników – Stanisława i Władysławy z domu Lachowskiej. Ukończył szkołę podstawową; od 1957 r. uczył się w Zasadniczej Szkole Mechanizacji Rolnictwa w Prabutach, a następnie w Zasadniczej Szkole Mechanizacji Rolnictwa nr 5 w Nidzicy. Naukę ukończył w 1960 r., na krótko zatrudnił się w tartaku w Kilinie. W marcu 1961 r. znalazł zatrudnienie w Stoczni Gdańskiej w Wydziale Wyposażeniowym W-2.
Podczas pracy w stoczni ukończył trzyletnie technikum i otrzymał tytuł technika wyposażenia okrętowego. W 1964 r. został powołany do odbycia zasadniczej służby wojskowej, służył w jednostkach w Lidzbarku Warmińskim i Elblągu. Powrócił do pracy w stoczni w charakterze technologa oraz rozpoczął studia wyższe w Studium Wieczorowym Politechniki Gdańskiej na Wydziale Mechaniczno-Technologicznym.
Studia ukończył w 1972 r. z tytułem inżyniera, został awansowany na stanowisko starszego projektanta w Pracowni Instalacji Kadłubowych Biura Projektowo-Konstrukcyjnego stoczni. Jako wyróżniający się pracownik został w 1976 r. odznaczony Srebrnym Krzyżem Zasługi.
Od 1976 r., zainspirowany przez Annę Walentynowicz, zaangażował się w działalność w Wolnych Związkach Zawodowych Wybrzeża. Początkowo brał udział w kolportażu niezależnych publikacji – „Robotnika” i „Robotnika Wybrzeża”. Z racji swej działalności znalazł się w zainteresowaniu Służby Bezpieczeństwa, która w 1979 r. objęła go rozpracowaniem w ramach Sprawy Operacyjnego Rozpracowania o kryptonimie „Róża”. W trakcie swej działalności SB wykorzystała w rozpracowaniu Koziatka dwóch tajnych współpracowników, trzy osoby zarejestrowane w charakterze kontaktów operacyjnych oraz prelustrację korespondencji i obserwację bezpośrednią. W 1979 r. oficerowie SB przeprowadzili z nim rozmowę ostrzegawczą, po której, zastraszony, wycofał się z działalności w WZZ. 14 grudnia 1979 r. stał się „figurantem” kolejnego rozpracowania prowadzonego przez Wydział V KWMO Gdańsku o kryptonimie „Koza”, od 30 września 1982 r. sprawa została przekwalifikowana na Sprawę Operacyjnego Rozpracowania o kryptonimie „Kompania” i była prowadzona do 21 września 1989 r.
W sierpniu 1980 r. aktywnie włączył się w działania komitetu strajkowego Stoczni Gdańskiej. Pełnił funkcje związane z zapewnieniem bezpieczeństwa strajkującym, wyżywieniem oraz poprawą warunków bytowych na terenie zakładu. Po zakończeniu strajku, jako osoba ciesząca się zaufaniem pracowników, został wybrany przewodniczącym Komitetu Założycielskiego NSZZ „Solidarność” w Stoczni Gdańskiej. Odpowiadał za zorganizowanie wyborów i przekształcenie komitetu założycielskiego w komisję zakładową. Wspierał również rodzące się w okolicy organizacje związkowe, w listopadzie 1980 r. brał udział w mediacjach pomiędzy Komisją Koordynacyjną Przemysłu Cukrowniczego a komitetami założycielskimi NSZZ „Solidarność” z terenu całego kraju. Dzięki jego działalności, w charakterze obserwatora, doszło do zawarcia porozumienia ze stroną rządową i spełnienia oczekiwań protestujących.
Z chwilą zwołania I Zakładowego Zebrania Delegatów w lutym 1981 r. zrezygnował z funkcji przewodniczącego zakładowej organizacji Solidarności. Został członkiem Prezydium Komisji Zakładowej, został też wybrany na delegata na zjazd regionalny gdańskiej Solidarności w lipcu 1981 r. Na II Walnym Zebraniu Delegatów NSZZ „Solidarność” Stoczni Gdańskiej w listopadzie 1981 r. również został wybrany do Prezydium związkowej organizacji zakładowej.
Po wprowadzeniu stanu wojennego został internowany 13 grudnia 1981 r. w Ośrodku Odosobnienia w Strzebielinku. Ośrodek internowania opuścił 9 grudnia 1982 r., dwa dni później zwolniono go z pracy w Stoczni Gdańskiej. Jako zwolniony z powodów politycznych nie mógł znaleźć nowej pracy. Otrzymał wsparcie ze strony środowiska działaczy i sympatyków zdelegalizowanej Solidarności ze Stoczni Gdańskiej, którzy przekazywali mu pomoc finansową na utrzymanie rodziny. W 1983 r. znalazł zatrudnienie w Centralnym Muzeum Morskim w Gdańsku, a w 1986 r. powrócił do pracy w charakterze projektanta. W tym charakterze pracował do 1996 r., kiedy to, ze względów zdrowotnych, przeszedł na rentę.
Związał się z Ligą Polskich Rodzin, z jej ramienia kandydował do Senatu w 2005 (w okręgu nr 24 zajął 8. miejsce wśród 16 kandydatów) oraz do sejmiku pomorskiego w 2006 i 2010. W 2002 r. był jednym z założycieli Stowarzyszenia Obrońców i Akcjonariuszy Stoczni Gdańskiej „Arka”, które walczyło o utrzymanie Stoczni Gdańskiej oraz zapewnienie pracownikom udziału w akcjach stoczni. Brał udział w licznych imprezach rocznicowych i konferencjach poświęconych historii najnowszej. W 2006 r., z rąk Prezydenta RP Lecha Kaczyńskiego, otrzymał Krzyż Oficerski Orderu Odrodzenia Polski.
Zmarł nagle 16 marca 2017 r., został pochowany na cmentarzu parafialnym w Świętym Miejscu.

## Życie prywatne
W 1968 poślubił Jadwigę Krawczak, z którą miał trzy córki – Iwonę, Kamilę i Elizę.

## Ordery i odznaczenia
- Krzyż Oficerski Orderu Odrodzenia Polski (2006)[18]
- Krzyż Wolności i Solidarności (pośmiertnie, 2017)[19]
- Srebrny Krzyż Zasługi (1976)[20]

## Upamiętnienie
Z inicjatywy Oddziałowego Biura Upamiętniania Walki i Męczeństwa IPN w Gdańsku przy ul. Leśny Stok 4 odsłonięto tablicę pamiątkową upamiętniającą Jana Koziatka.